# Déploration du Christ (Dürer, Munich)
La Déploration du Christ (aussi connue sous le nom de Déploration Glimm) est une huile sur panneau représentant le thème de la Déploration du Christ. L'œuvre a été exécutée par l'artiste allemand de la Renaissance Albrecht Dürer, autour de 1500, et se trouve actuellement exposée à l'Alte Pinakothek de Munich, en Allemagne.
L'oeuvre a été commandée par l'orfèvre Jakob Glimm comme un mémorial à sa première épouse, Margaret Holzmann, morte en 1500. La suppression des repeints tardifs en 1924 a montré les figures originales des donateurs (Glimm et ses trois enfants) et de la femme morte, représentée en moindres proportions que les personnages religieux.

## Description
Le tableau montre Jésus mort, tenu par Nicodème et entouré par les Saintes Femmes, y compris Marie, âgée et affolée. Dans la partie droite il y a trois personnages représentés sur une ligne diagonale: en partant du haut, Saint Jean l'Évangéliste, Marie-Madeleine et Joseph d'Arimathie, les deux derniers tenant des vases contenant des baumes utilisés pour préparer le corps pour l'enterrement.

## Sources
- Dürer, Milan, Rizzoli, 2004